# Kantharos

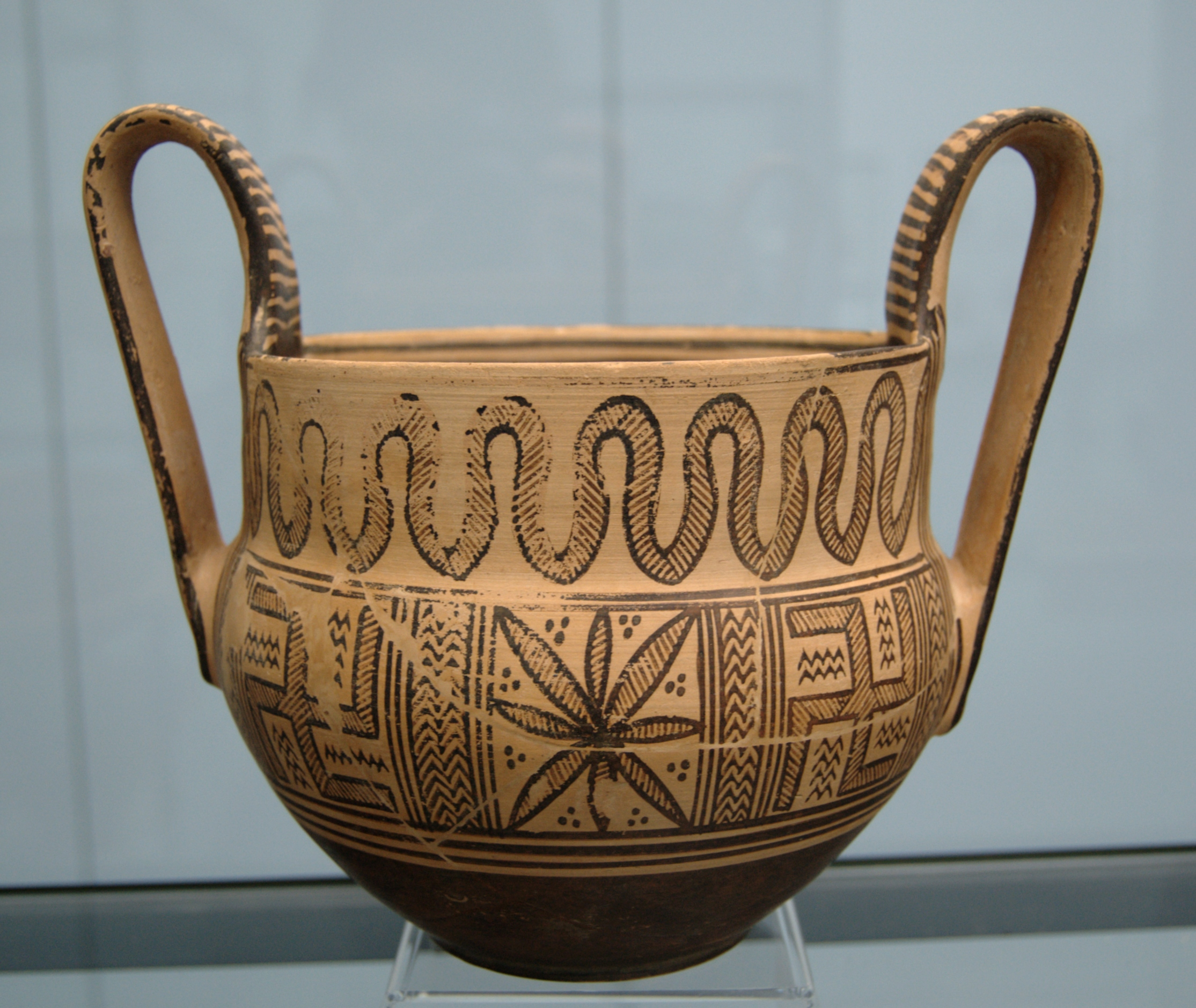
Kantharos, Staatliche Antikensammlungen (Inv. 8501)

Kantharos, kantarus var ett dryckeskärl som användes under antiken. Den hade en vid mynning, en nedåt avsmalnande skål fäst på en särskild fot och med vertikalt fästa högt uppsvängda hänklar. Den var vanligen tillverkad i metall, men ibland också i keramik, och fanns redan under bronsåldern. Ofta var Kantharosen smyckad med attribut för vinguden Dionysos och dennes följeslagare.